# Contessa-Nettel
Contessa-Nettel AG Stuttgart was een Duits bedrijf dat was ontstaan uit Contessa Camerawerke Drexler & Nagel en Nettel Camerawerk in 1919. Nadat het bedrijf een poos heeft samengewerkt met ICA werd het een onderdeel van Zeiss Ikon in 1926.
Een van de specialiteiten van het bedrijf was het brede assortiment stereo camera modellen. Een andere specialiteit waren de in het brandpuntsvlak gemonteerde spleetsluiters. Het bedrijf noemde deze sluiters "Deck-Rouleau", een combinatie van het Duitse woord decken=bedekken en het Franse Rouleau=blinde rol. Later spelde men Deckrullo en gebruikte men dat woord als typenaam voor camera's.